# Josip Vujčić
Josip Vujčić (Makarska, 28. travnja 1980.) je hrvatski redatelj.
Završio SŠ Fra Andrije Kačića Miošića u Makarskoj 1998.
Upisao studij Filmske i TV režije pri Akademiji dramske umjetnosti u Zagrebu 2002.

## Filmografija
- Sanjao sam noćas da te nemam (2002.)
- Svlačionica (2003.)
- Jednom... (2004.)
- Makarska elegija (2006.)
- Za naivne dječake (2007.)
- Madamme sommeliere (2008.)
- Gdje pingvini lete (2008.)

## Filmske uloge
- "Sanjao sam noćas da te nemam" kao Freddy Mercruger (2002)
- "Veza" kao Izaslanik (2007)
- "Prokleti" kao Vampir Lord (2008)
- "The Show Must Go On" kao Duje (2010)
- "Iris" kao drug policajac (2012)
- "Ni ljubav nije kao što je bila" kao Nenad (2013)

## Vanjske poveznice
Josip Vujčić u internetskoj bazi filmova IMDb-u (engl.)
- Jutarnji list  Arhivirana inačica izvorne stranice od 21. listopada 2012. (Wayback Machine)
- Zagrebački filmski festival 2008. (Prokleti)  Arhivirana inačica izvorne stranice od 4. ožujka 2016. (Wayback Machine)
- Zagrebački filmski festival 2008. (Gdje pingvini lete)  Arhivirana inačica izvorne stranice od 4. ožujka 2016. (Wayback Machine)
- [neaktivna poveznica]
- Zagreb Dox 2010.(Svlačionica)  Arhivirana inačica izvorne stranice od 20. veljače 2021. (Wayback Machine)